# Юго-Восточный обход Симферополя
Ю́го-Восто́чный обхо́д Симферо́поля — строящаяся автодорога на полуострове Крым, являющиеся частью новой объездной дороги (СКАД - Симферопольской Кольцевой Автомобильной дороги) открытие намечено на март 2025 года.

## История
Раньше это направление использовалось местными жителями из села Заречного (поворот на Ангарский полигон) по грунтовой дороге вдоль полигона 5 км, с поворота на село Дружное по асфальту через село Ивановка на село Трудовое.
Протяженность будущего юго-восточного обхода Симферополя составит больше 25 километров, что позволит «разгрузить» больше 30 тысяч транзитных машин с городских дорог ежесуточно.
Работы по строительству автодороги начаты в ноябре 2021 года.

## Проект
Стоимость составления проекта: 1,6 млрд рублей.
Заказчиком выступает ГКУ РК «Служба автомобильных дорог».
Юго-восточный обход Симферополя соединит трассу «Таврида» с дорогой на Южный берег Крыма. Предполагается, что объездная начнется от села Донское, обойдёт Симферополь и большинство посёлков Добровской долины, а затем соединится с алуштинской трассой за посёлком Перевальное.
Проектированием  занимается компания «ВАД», она же определена подрядчиком выполнения подготовительных работ.
Юго-восточный обход Симферополя на отрезке Донское - Перевальное, намного превышает пропускную способностью Ангарского перевала, в который эта скоростная трасса вольется. 
- Строительство обхода финансируется в рамках Федеральной целевой программы (ФЦП); в 2022 году на строительство дороги выделено 6,3 млрд рублей.
  - На 2020 год суммарная стоимость всего строительства оценивалась в 32 млрд рублей[2].
- Сдача объекта в эксплуатацию намечена на 2024 год.